# Łężec (wzgórze)
Łężec – wzgórze na Wyżynie Częstochowskiej w województwie śląskim, powiecie zawierciańskim, pomiędzy miejscowościami Morsko i Podlesice.
Wzgórze jest porośnięte lasem. Na jego szczycie wybudowano Zamek w Morsku. Poniżej zamku znajduje się ośrodek rekreacyjny Morsko, a na północnych stokach wyciąg narciarski. Na Łężcu znajduje się wiele wapiennych skał tworzących grupy skalne. Są to:
- grupa Łężca ciągnąca się od Zamku w Morsku na północny wschód. Kolejno znajdują się w niej skały: Tygrys, Skała przy Zamku, Heavy Metal, Mini Metal, Łężec Trzeci, Słupkowa, Ropusza, Łężec Drugi, Łężec Trzeci
- grupa Popielarki na zachód od Zamku w Morsku,
- grupa Gipsu na wschodnim krańcu wzgórza. Należą do niej skały Gips I, Gips II, Gips III, Gips IV, Gips V, Gips VI, Gips VII, Gips VIII i Biwakowa,
- Mur Łężycki z Dziadową Skałą (na południe od zamku)[3][4][1]. W murze tym jest Jaskinia w Dziadowej Skale i Schronisko w Dziadowej Skale[5].

## Piesze szlaki turystyczne
Szlak Orlich Gniazd: Góra Janowskiego – Podzamcze – Karlin – Żerkowice – Morsko – Góra Zborów – Zdów-Młyny – Bobolice – Mirów – Niegowa. Odcinek: Podlesice (przy drodze z Podlesic do Kotowic) – Góra Sowia – wzgórze Apteka – Zamek w Morsku – Skarżyce
 Szlak Warowni Jurajskich, odcinek: Podlesice, Zamek W Morsku – Skarżyce
 Kroczyce – Dziadowa Skała – Zamek w Morsku

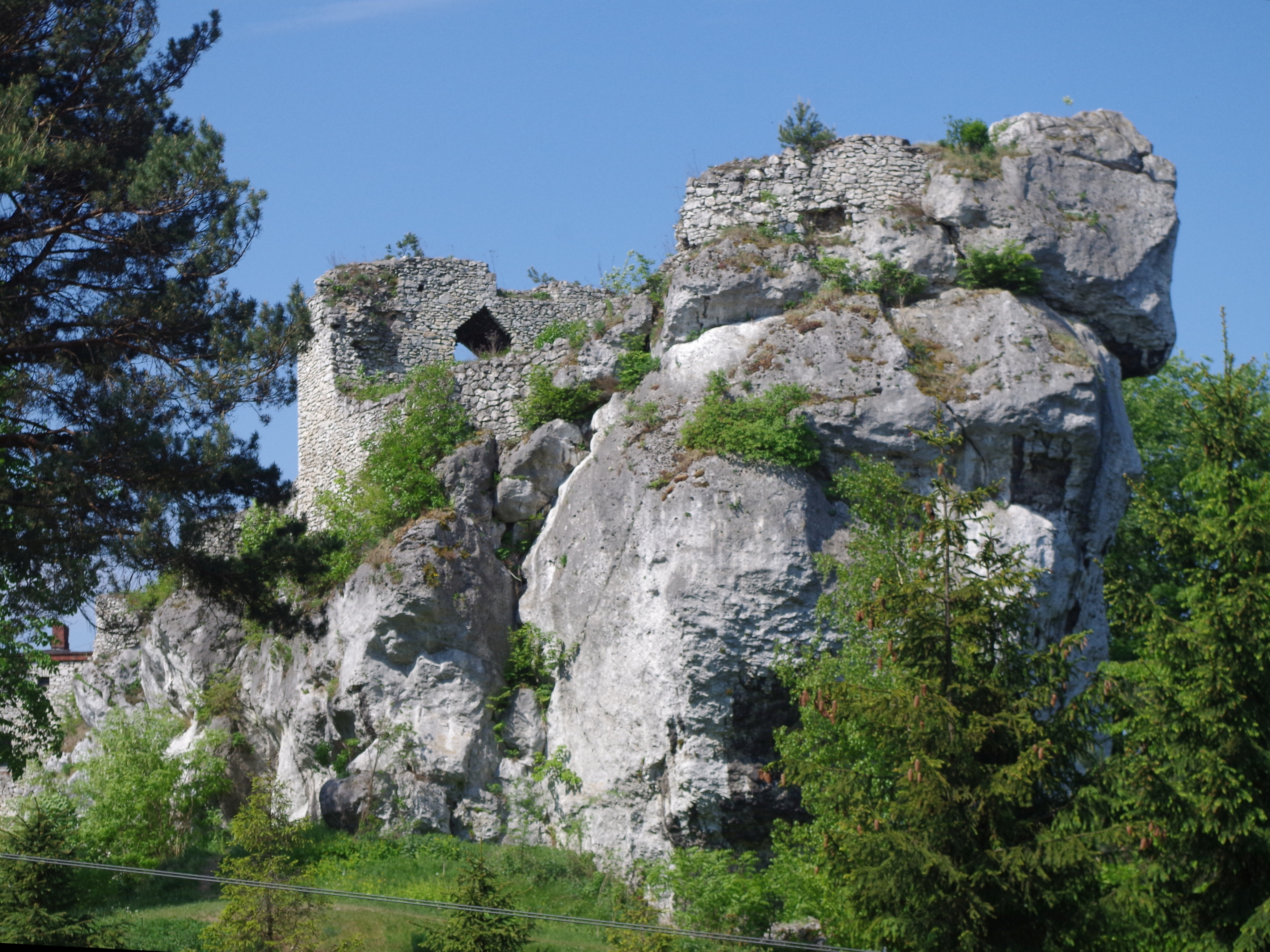
Zamek w Morsku
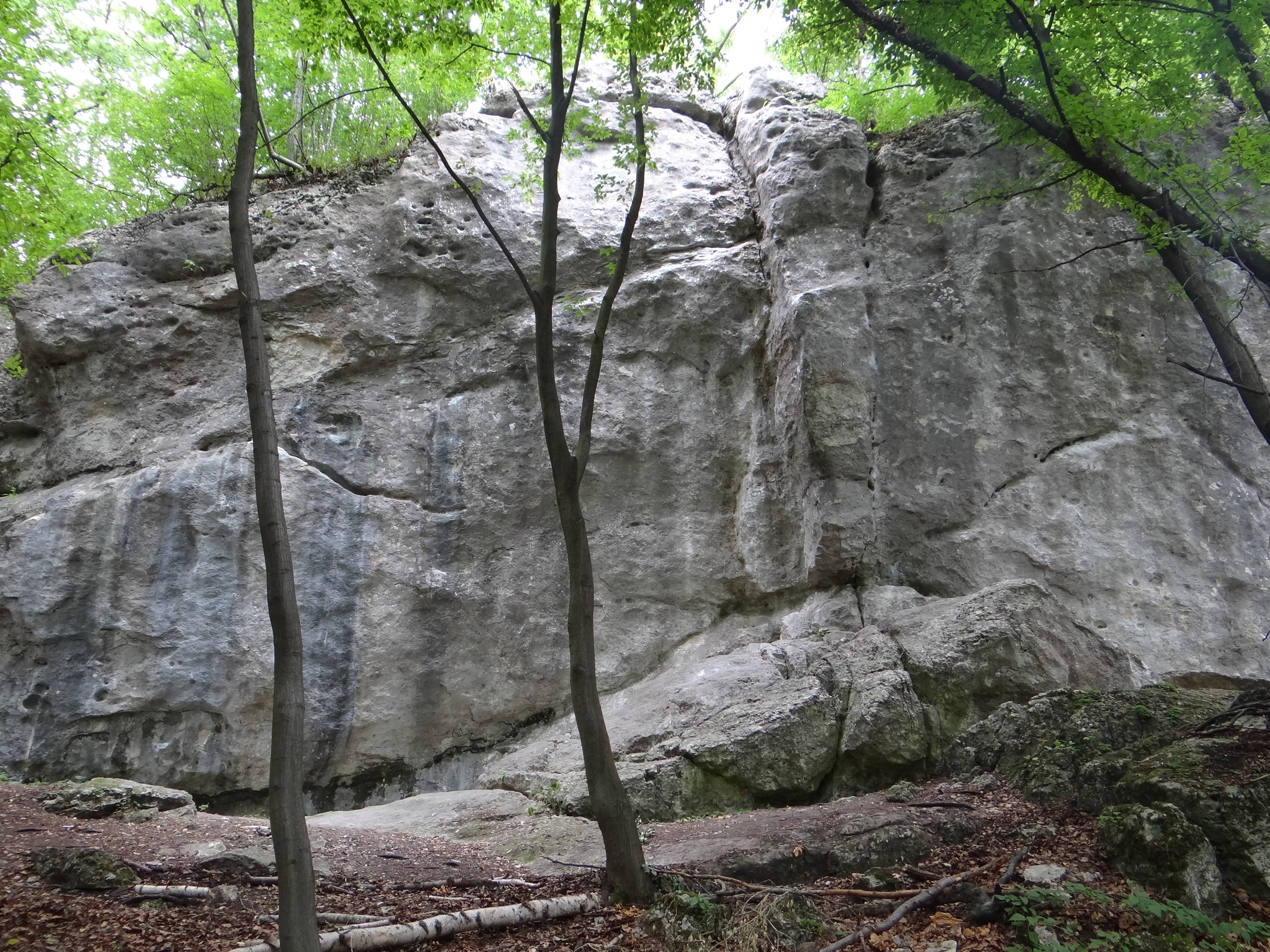
Heavy Metal
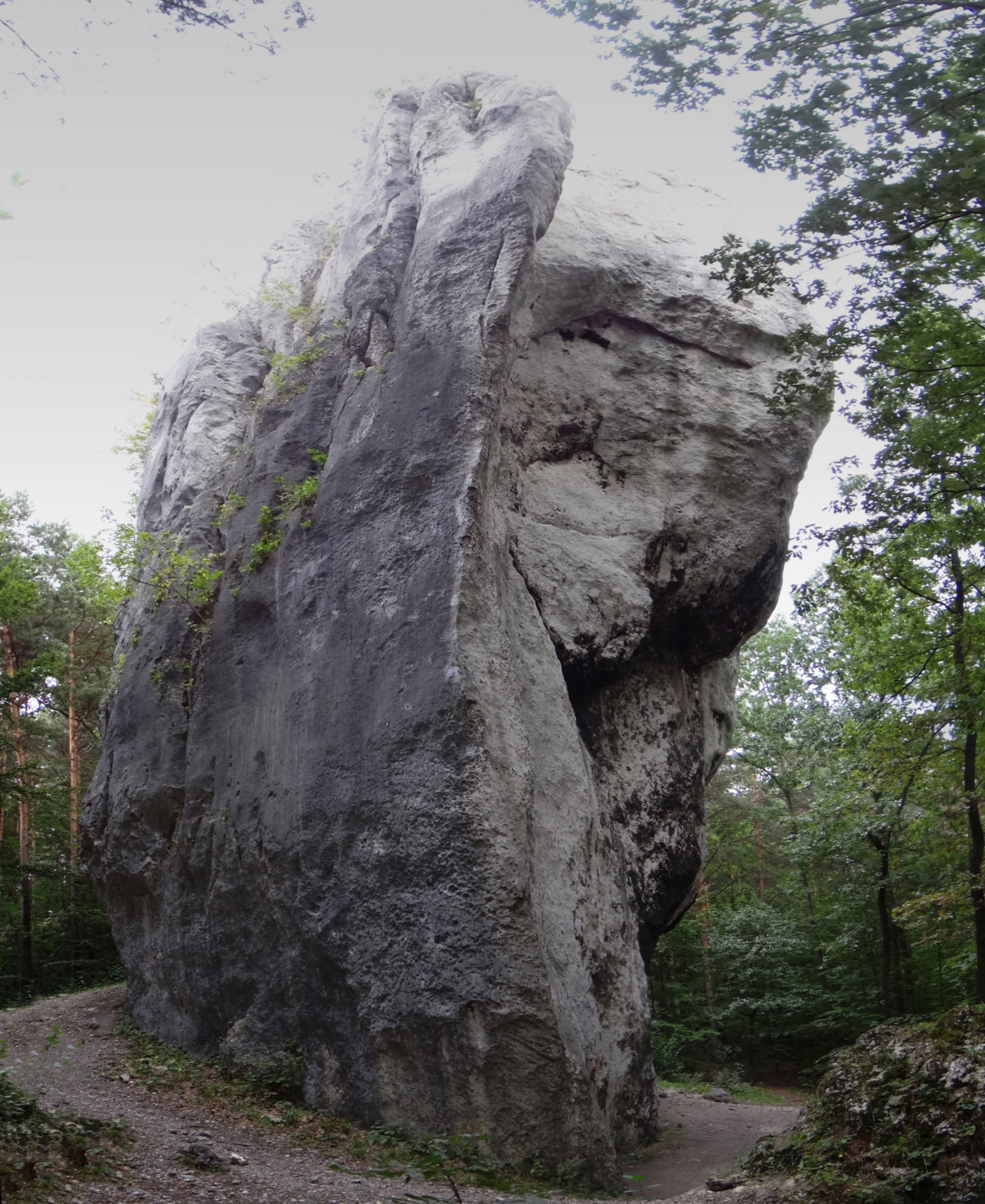
Popielarka
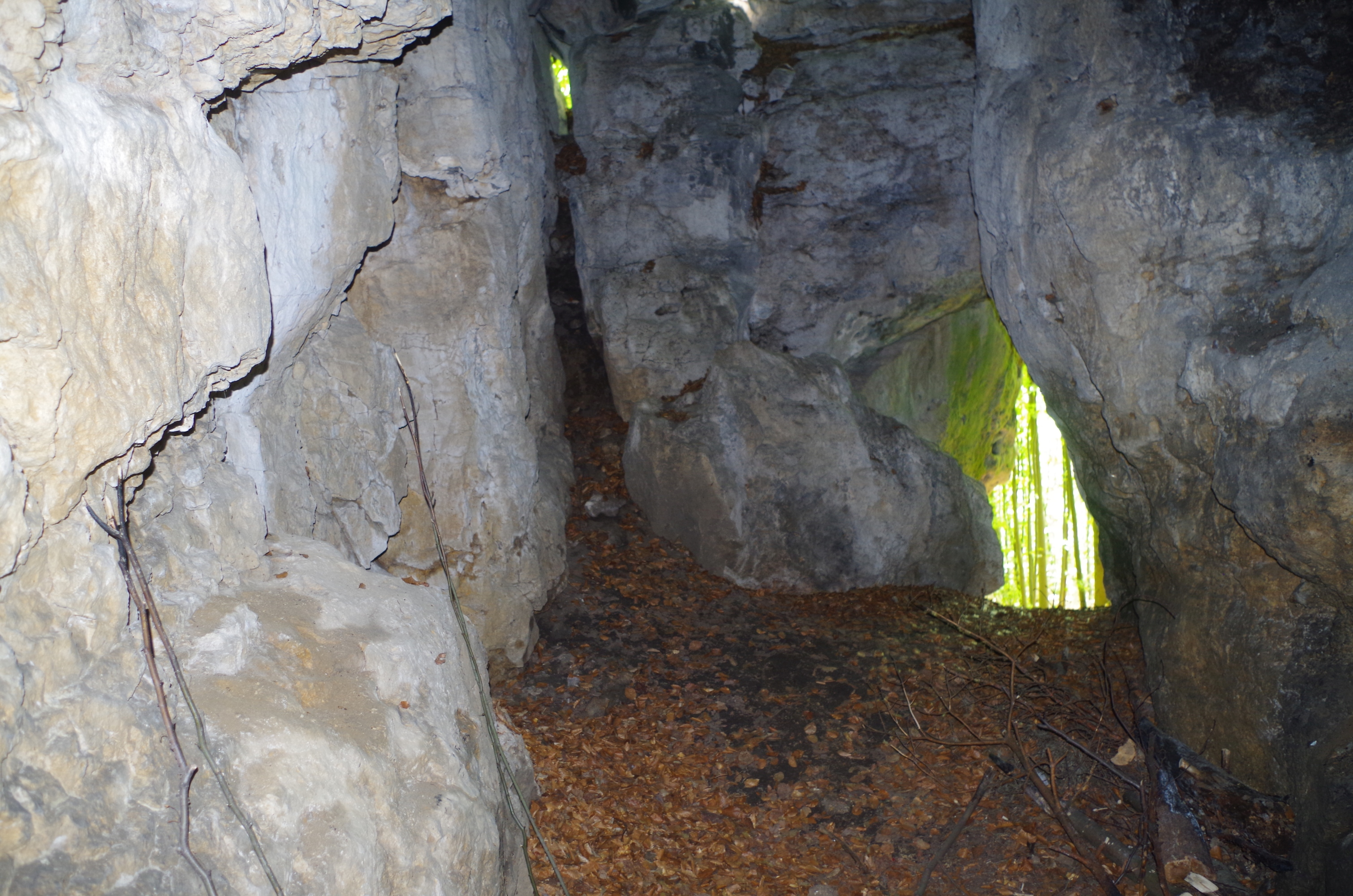
Jaskinia w Dziadowej Skale
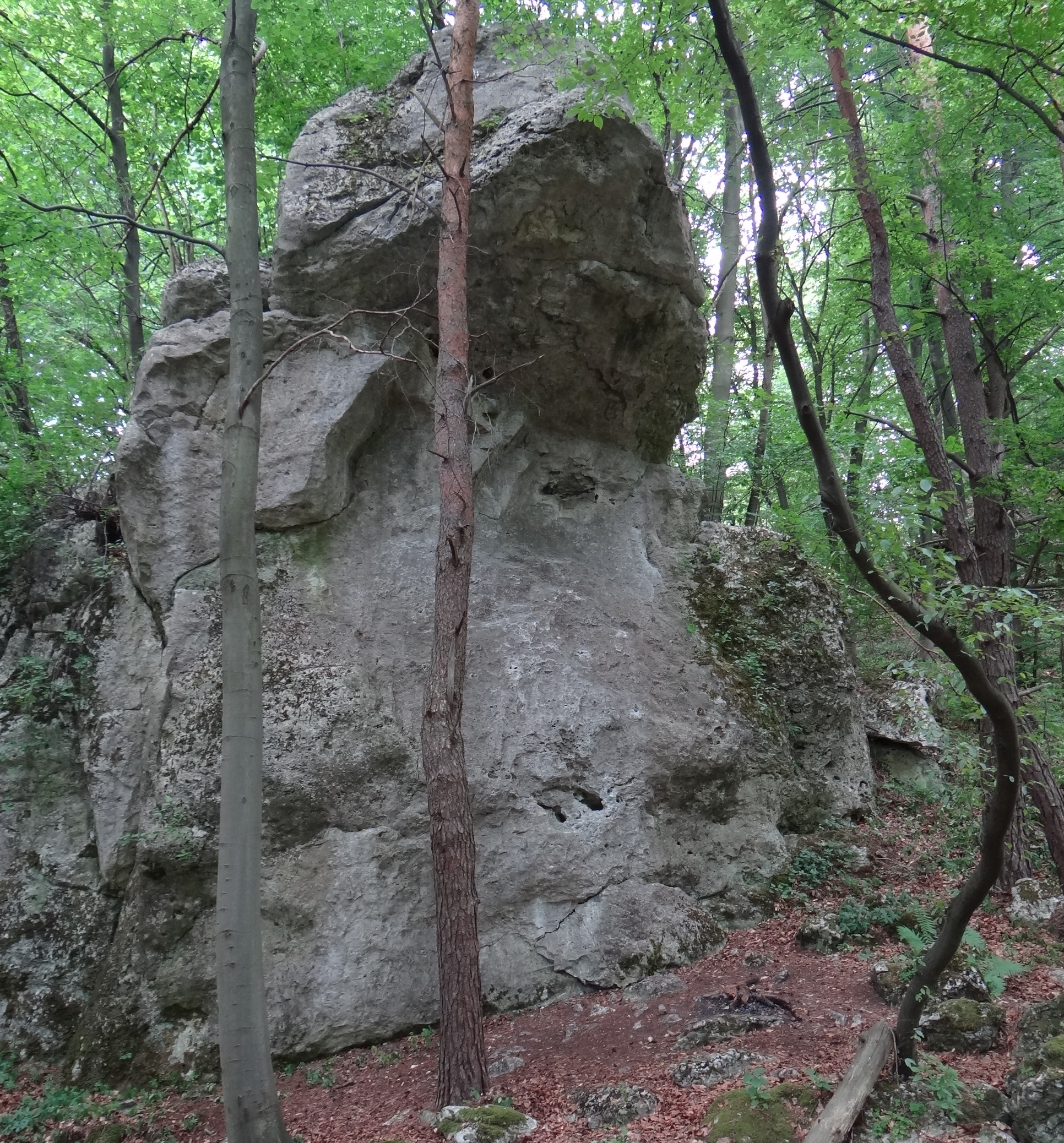
Ropusza
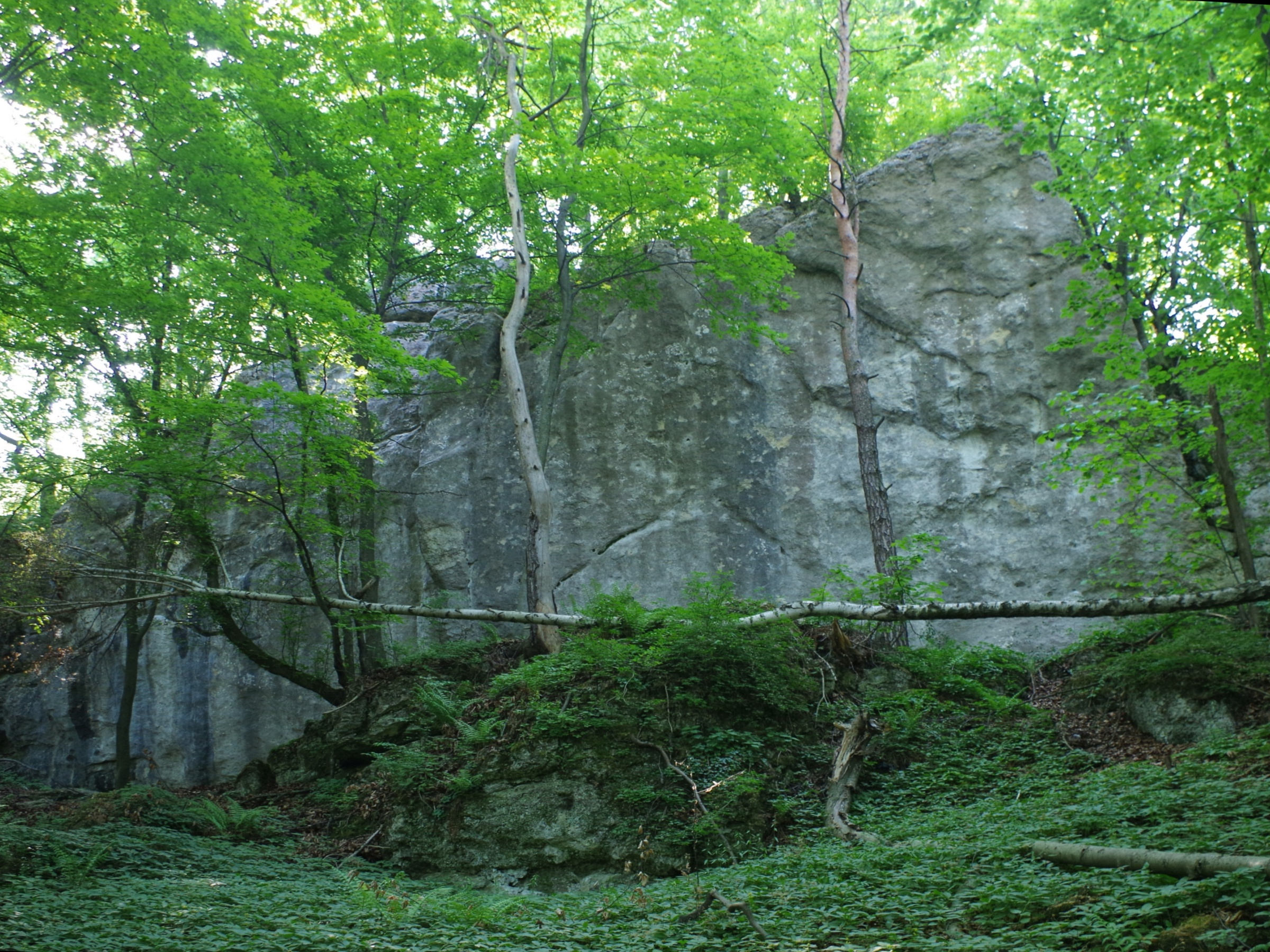
Skała przy Zamku
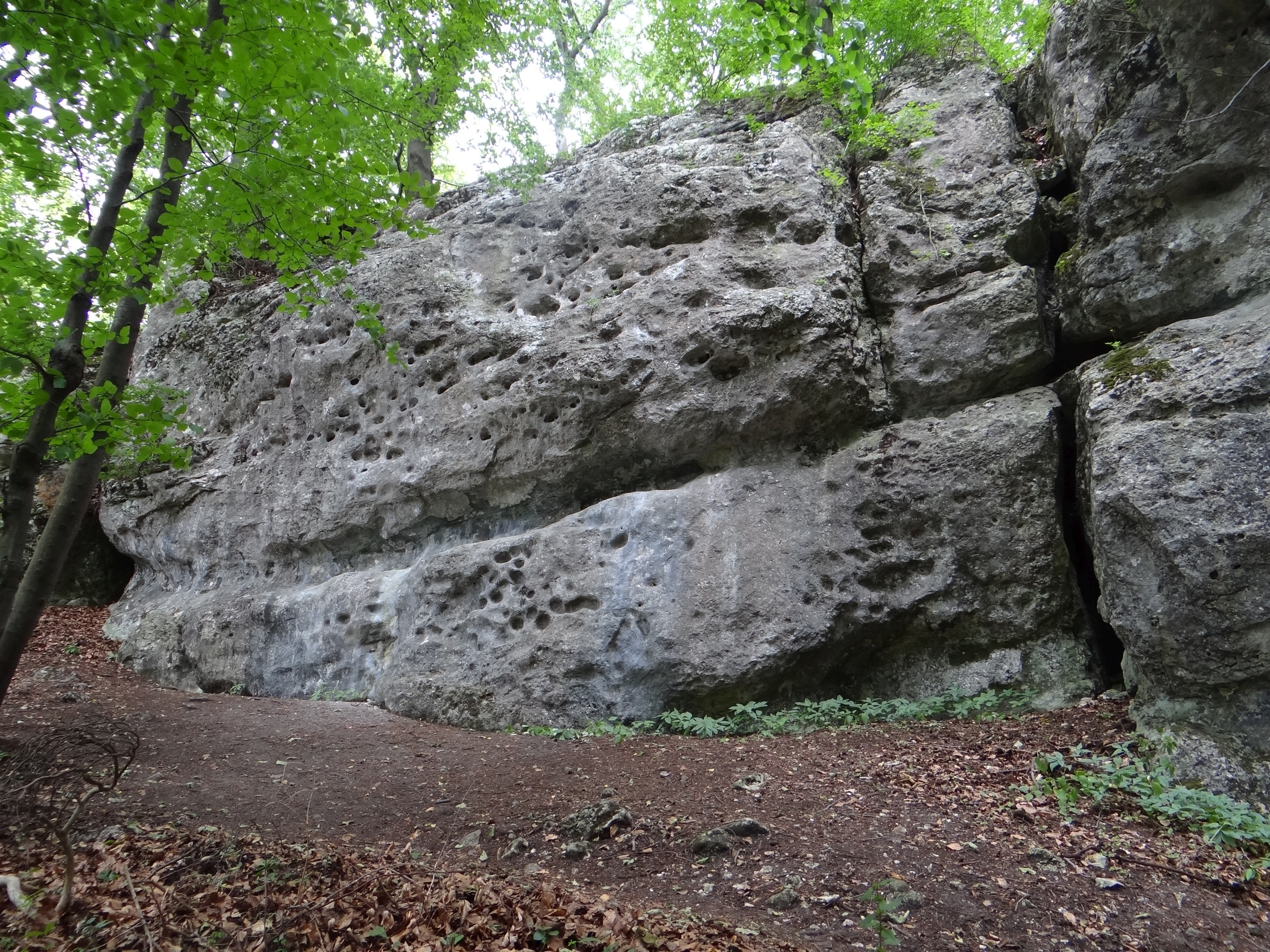
Mini Metal